# Parque natural del Suroeste Alentejano y Costa Vicentina
El Parque Natural del Suroeste Alentejano y Costa Vicentina (oficialmente en portugués «Parque Natural do Sudoeste Alentejano e Costa Vicentina», PNSACV) se localiza en el litoral sudoeste de Portugal, entre la ribeira de Junqueira en São Torpes y la playa de Burgau, con una extensión de 110 km, en un área total de 74 414,89 hectáreas, correspondiendo al área terrestre  56 952,79 ha y al área marina adyacente  17 461,21 ha.

## Territorio

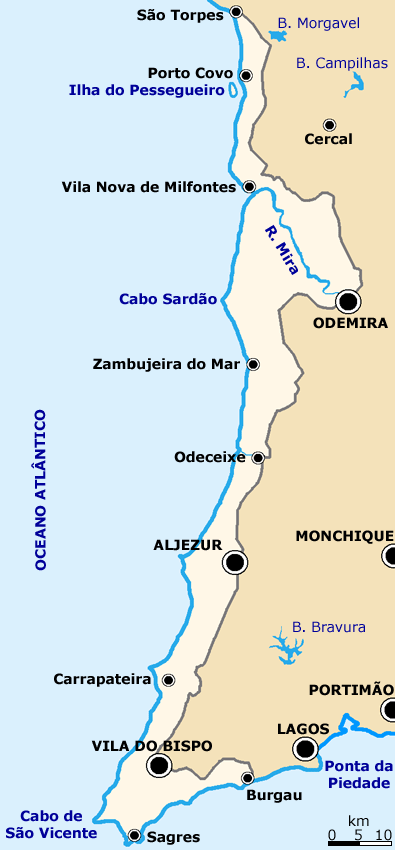
Principales puntos del parque.

El parque natural del Suroeste Alentejano y Costa Vicentina se abarca el litoral sudoeste de Portugal Continental, en el sur del litoral alentejano y en el barlovento algarvio  alrededor del Cabo de San Vicente. Incluye territorios de parroquias de los siguientes concejos:
- Sines (freguesias de Porto Covo y Sines);
- Odemira (freguesias de Longueira / Almograve, Santa Maria, São Luís, São Salvador, São Teotónio, Vila Nova de Milfontes y Zambujeira do Mar);
- Aljezur (freguesias de Aljezur, Bordeira, Odeceixe y Rogil);
- Vila do Bispo (freguesias de Budens, Raposeira, Sagres y Vila do Bispo).

Más allá de la franja costera y de la zona submarina de 2 km a partir de la costa, el parque incluye el valle del río Mira desde la hoz hasta la villa de Odemira.
En el área del parque se encuentran diversos tipos de paisajes y hábitats naturales y semi-naturales, tales como arribes y acantilados abruptos y recortados, playas, varios islotes y arrecifes (incluyendodo la isla de Pessegueiro y un extraordinario arrecife de coral en Carrapateira), el estuario del Mira, el cabo Sardão, el promontorio de Sagres y Cabo de San Vicente, sistemas dunares, brezales, marismas, estepas saladas, lagunas temporaless, barrancos (valles encajados con densa cobertura vegetal), etc. Las altitudes máximas son: 324 m, en el interior (en São Domingos, Odemira); y 156 m, en el litoral (en Torre de Aspa, Vila do Bispo). L profundidad máxima es de 32 m, 2 km a lo largo del Pontal de Carrapateira (Aljezur).

## Clima
El clima es mediterráneo, pero con gran influencia atlántica. Las temperaturas se mantienen agradables todo el año excepto en períodos de vientos de levante, cuando estas pueden subir o bajar vertiginosamente.
El régimen de vientos es un importante factor en el clima de la región. Los vientos dominantes son los del cuadrante norte. A veces soplan vientos del suroeste, principalmente en inverno, en cuanto a los de levante soplan con baja incidencia todo el año. En las tardes de verano son comunes las brisas marítimas intensas y cargadas de humedad.
Las temperaturas aumentan de norte a sur; las medias anuales son de 16/17 °C en Monte Velho y Sines y de 17/18 °C en Vila do Bispo y Sagres, en el verano (junio a septiembre) las medias mensuales rondan los 20-23º y en invierno (diciembre a febrero) los 11/13º con picos anuales que pueden variar entre los -4º (en el interior e enero) y los 40° de julio.

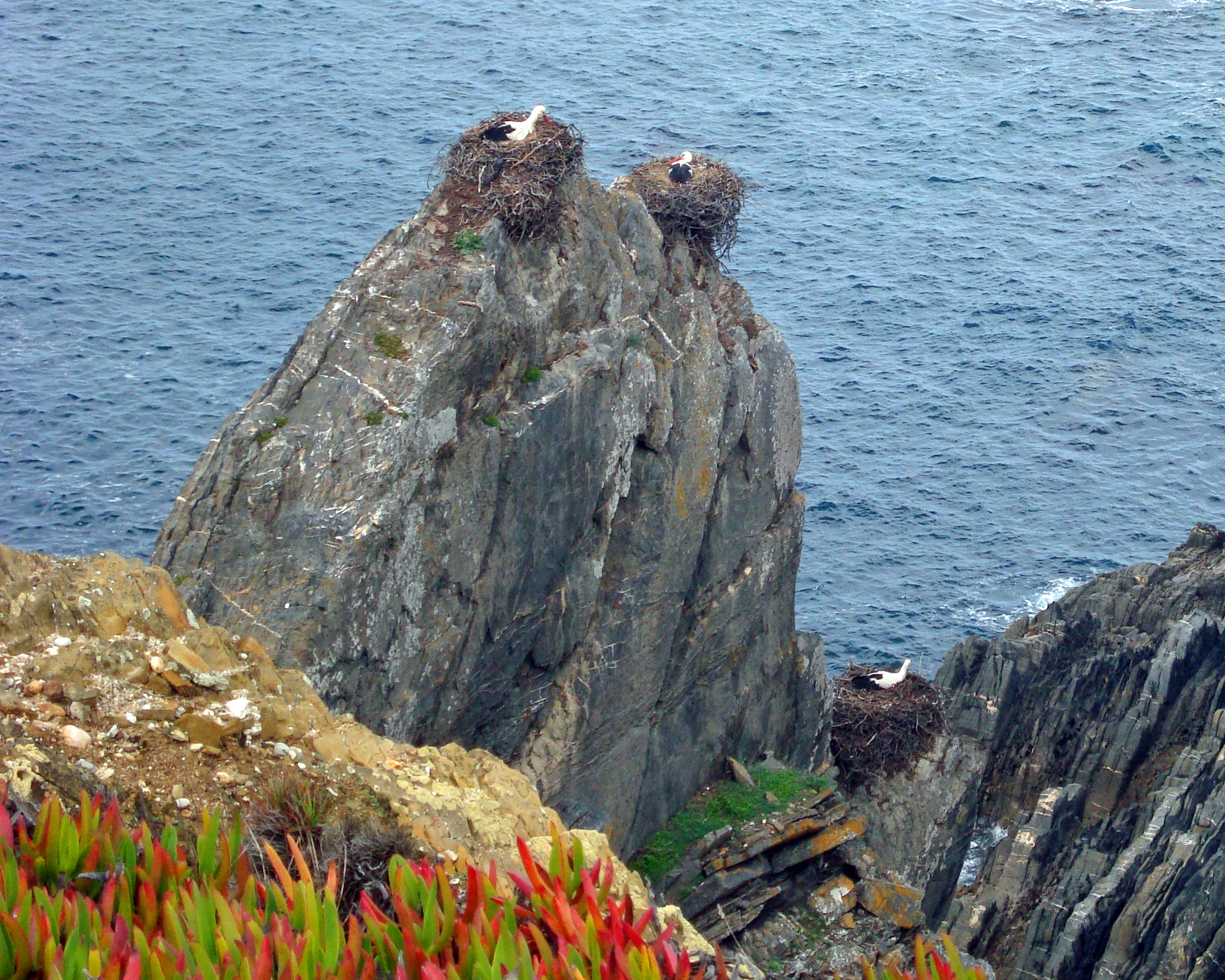
El parque es el único lugar del mundo donde las cigüeñas anidan en las rocas marinas.

La zona del promontorio de Sagres tiene la menor amplitud térmica de Portugal Continental.
La precipitación máxima se da en diciembre, siendo los valores medios anuales entre los 400 mm, en la zona de Sagres e los 600/800 mm, en las sierras del interior y en el resto del litoral al norte de odeceixe. En general, llueve más en el norte y en el interior (área serrana), la época lluviosa es entre noviembre y abril.
La precipitación presenta un carácter torrencial típico del sur del país y de las restantes áreas mediterráneas.
Las nevadas no son muy frecuentes, apenas algunos días al año, pero la humedad del aire suele ser elevada, incluso en los períodos cálidos.
La insolación media anual es muy elevada, de las más altas del país y de Europa.
El mar se presenta, por  regla general, más revuelto que el del Algarve, pero más calmado que el del litoral al norte de Cabo Raso, donde predominan vientos de NW/WNW con olas de hasta 2m.
Cuando fuertes borrascas se aproximam a la costa o la afectan directamente, en invierno, pueden ocurrir temporales del W/SW con olas de hasta 10m.
El agua del mar es muy rica en biodiversidad y pura, pero también fría.

## Flora

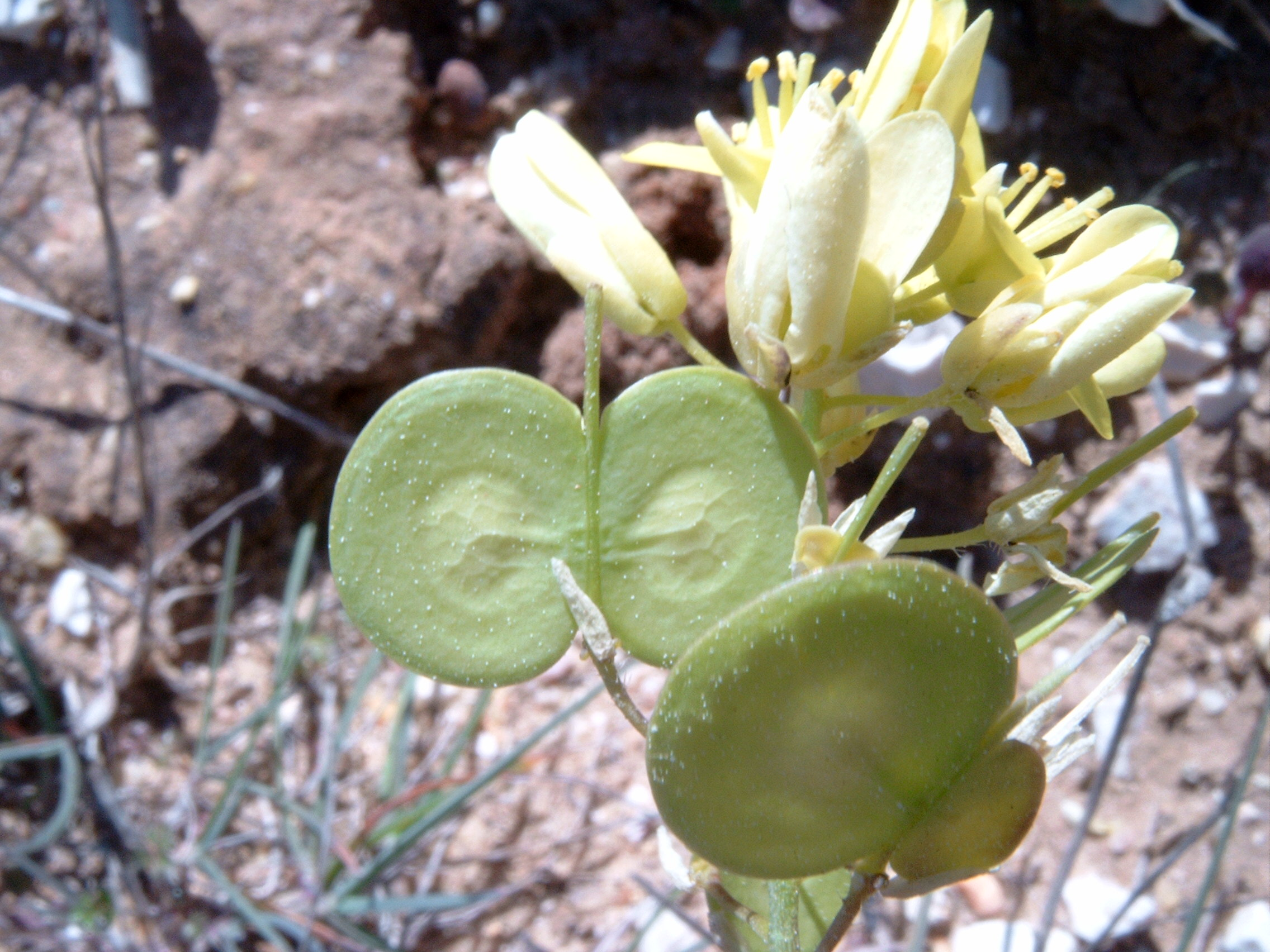
Biscutella vicentina.

La flora del parque natural del Suroeste Alentejano y Costa Vicentina se distribuye en tres tipos de ambientes geomorfológicos:
- berrocal occidental, en la meseta vicentina al sur, con vegetación típica de suelos calcáreos, en una zona de clima seco y cálido;
- meseta litoral, con vegetación más diversificada, en las dunas, brezalles y áreas anegadizas.
- sierras litorales y barrancos, más frescos y húmedos, con densa vegetación arbórea y arbustiva a lo largo de los ríos.

A lo largo del parque se da una mezcla de vegetación mediterránea, atlántica y africana, con predominio de la primera. Hay cerca de 750 especies, de las cuales más de 100 son endemismos, raras o localizadas; 12 no existen en ningún lugar del mundo. En el área del parque se encuentran especies consideradas vulnerables en Portugal, así como también diversas especies protegidas en Europa.
Entre los endemismos hay, por ejemplo, plantas como: Biscutella vicentina, Scilla vicentina, Centaurea vicentina, Diplotaxis vicentina, Hyacinthoides vicentina, Cistus palhinhae, Plantago almogravensis. Otras especies son consideradas raras, como  la faya (Myrica faya), o el serbal común (Sorbus domestica) o  Silene rotlunaleri. Entretanto la actividad agrícola ya provocó la extinción de plantas como la Armeria arcuata.
Las especies arbóreas en el área del parque se dividen en naturales e introducidas. Las primeras son dominadas por quercíneas, como el alcornoque (Quercus suber) y el quejigo (Quercus faginea), en especial en los barrancos. El madroño (Arbutus unedo L.) también es característico de esta zona.
Las especies arbóreas clasificadas como introducidas son principalmente los pinos resineros (Pinus pinaster), los eucaliptos (Eucalyptus globulus) y las acacias.

## Fauna

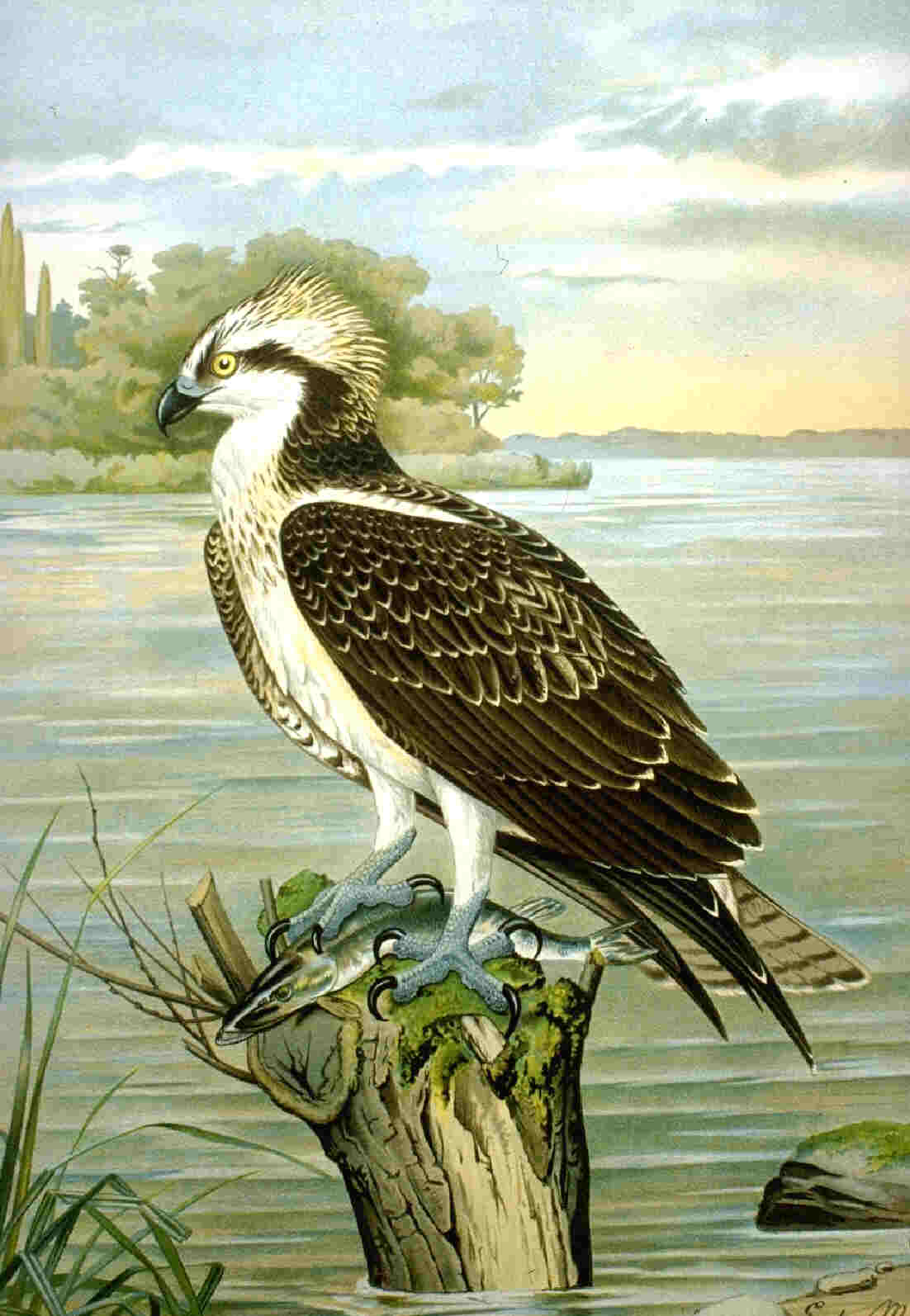
Águila pescadora.

La avifauna e ictiofauna tienen gran importancia en el parque natural del Suroeste Alentejano y Costa Vicentina.

### Aves
El parque es un área de paso para aves planeadoras y para los passeriformes migradores transaharianos, en sus desplazamientos entre las zonas de invernada en África y de nidificación en Europa. Es la última área de cría del águila pescadora en la península ibérica.
La nidificación en acantilados y arribes marítimos es una característica del área del parque, destacándola cigüeña blanca , el halcón peregrino y la de pico rojo . El único lugar del mundo en que las cigüeñas nidifican en roquedos marítimos.
Entre las aves se encuentran las siguientes: Águila pescadora (Pandion haliaetus), cuervo-marino (Phalocrocorax spp.), Columbidae, cigüeña blanca (Ciconia ciconia), la garceta común (Egretta garzetta), halcón peregrino (Falco peregrinus), el cernícalo primilla (Falco naumanni), (Monticola solitarius), el cernícalo común  (Falco tinnunculus), polla de agua (Gallinula chloropus), el cuervo común (Corvus corax), la paloma bravía  (Columba livia), paloma torcaz (Columba palumbus L.), gaviota (Laridae), la chova piquirroja (Pyrrhocorax pyrrhocorax), azor (Accipiter gentilis), gavilán (Accipiter nisus),  (Strigidae), coruja, ruiseñor, el jilguero (Carduelis carduelis), el aguilucho cenizo (Circus pygargus), el aguilucho pálido (Circus cyaneus), el alcaraván (Burhinus oedicnemus), el sisón común (Tetrax tetrax), la avefría europea  (Vanellus vanellus), agachadiza común (Gallinago gallinago), búho real (Bubo bubo),  águila perdicera (Hieraaetus fasciatus), águila culebrera (Circaetus gallicus), alcotán europeo (Falco subbuteo), el búho chico (Asio otus), la tórtola europea (Streptopelia turtur).

### Mamíferos

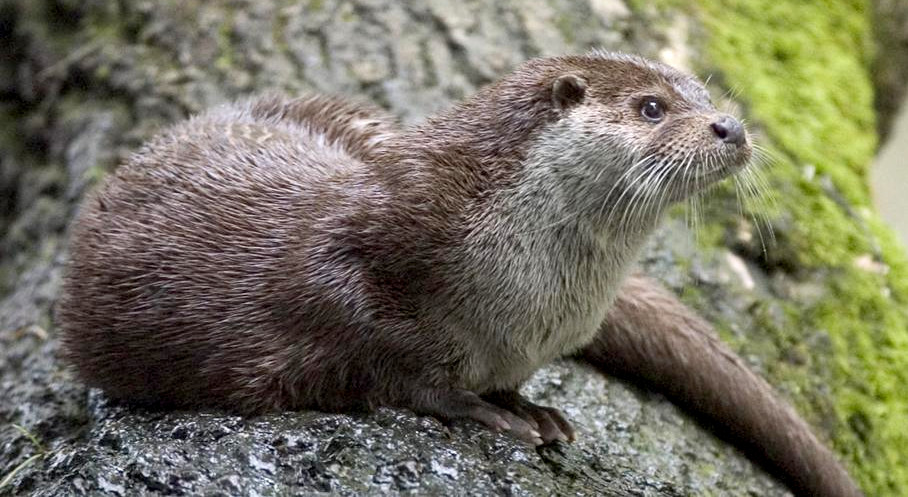
Nutria europea.

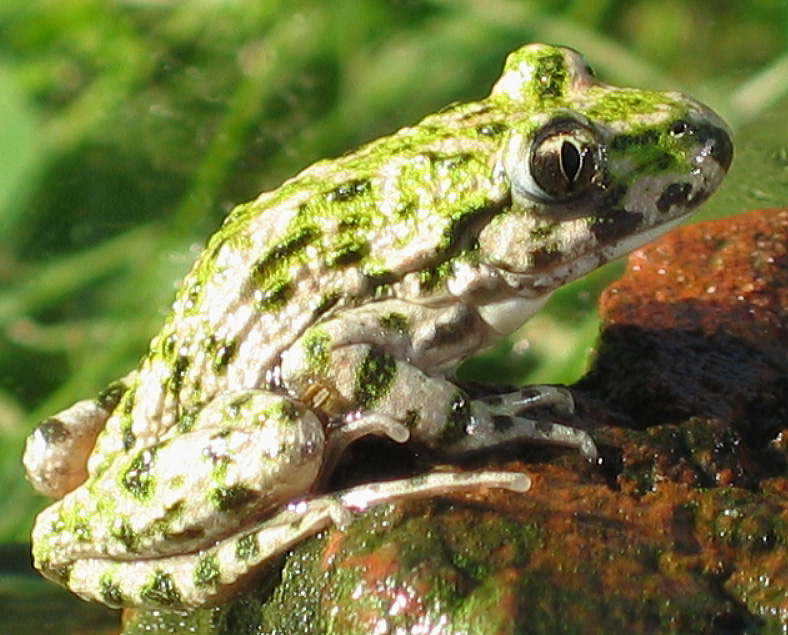
Sapillo moteado.

Los mamíferos presentes en el área del parque incluyen, entre otros: la nutría europea (Lutra lutra), la garduña (Martes foina), el tejón europeo (Meles meles), la zorra (Vulpes vulpes),  el gato montés (Felis silvestris), el meloncillo  (Herpestes ichneumon), el jabalí (Sus scrofa),  el erizo común (Erinaceus europaeus),  lince ibérico (Lynx pardinus), la gineta (Genetta genetta).
Las grutas, como la de Monte Clérigo y la gruta Amarela, son refugios para importantes comunidades de murciélagos (Chiroptera).

### Anfibios
Varias especies de anfibios se reproducen en las lagunas temporales. Entre otros se eccuentra el sapo (Bufo bufo),  el sapo de espuelas (Pelobates cultripes), el sapillo moteado común (Pelodytes punctatus). En esas zonas húmedas también se encuentran crustáceos como el Triops cancriformis mauritanicus y otros endemismos ibéricos.

### Reptiles
Entre los reptiles se encuentran, por ejemplo,  la culebra bastarda (Malpolon monspessulanus) y la culebra lisa meridional (Coronella girondica).

### Peces
En los cursos de agua, y marismas se encuentran peces de agua dulce que son endemismos portugueses como el barbo andaluz (Barbus sclateri) y la boga portuguesa (Chondrostoma lusitanicum) y también un endemismo local, el escalo-do-Mira (Leuciscus sp.).
En la zona marítima del parque se encuentran las especies de peces y otros animales habituales en el noreste del Atlántico.

## Presencia humana

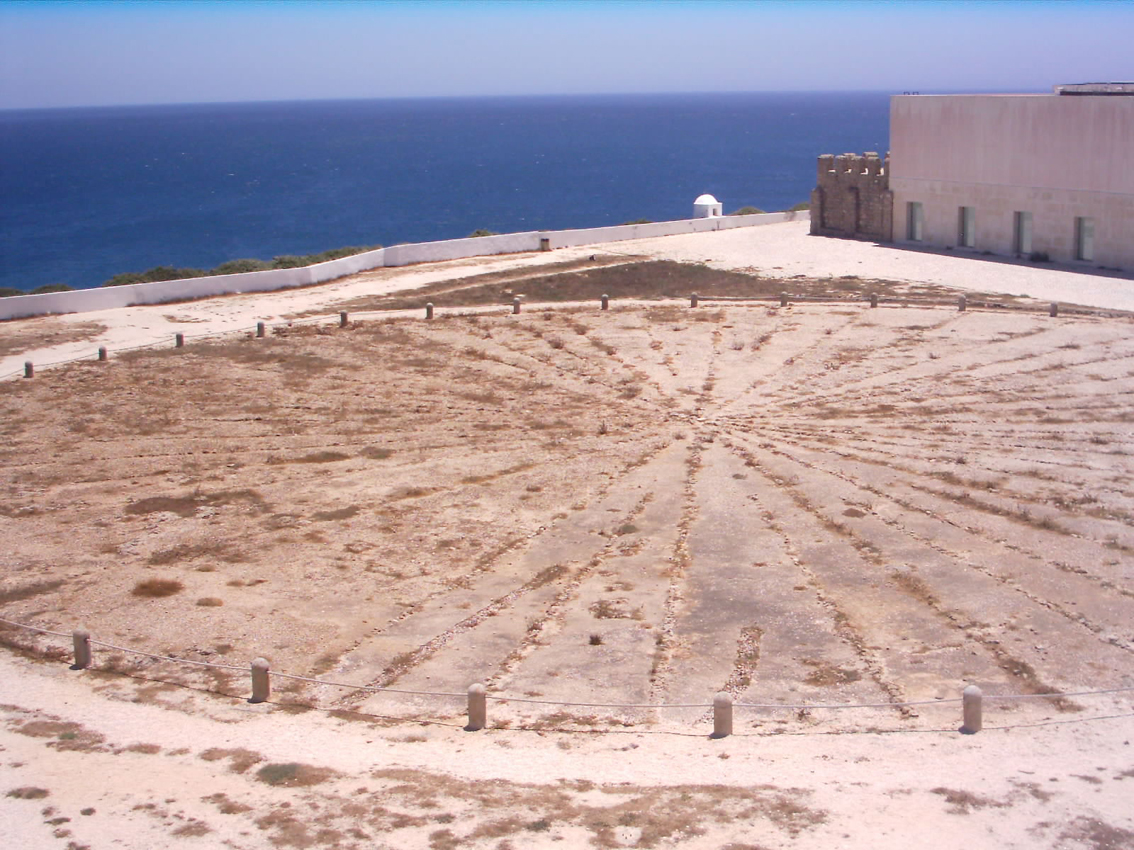
Interior de la Fortaleza de Sagres.

La población residente es de cerca de 24 mil personas. Los visitantes, en algunas zonas del parque son de cerca de 2,8 millones por año.
El área del parque natural del Suroeste Alentejano y Costa Vicentina engloba varias villas y aldeas. A lo largo de los siglos la población se dedicó a la pesca y a la agricultura y ganadería, pero el turismo es una actividad cada vez más importante, sobre todo en lugares como Porto Covo y Vila Nova de Milfontes y en toda la costa algarvia del parque. El sector industrial es prácticamente inexistente.
Las principales actividades turísticas son: senderismo, deporte de orientación, escalada, parapente, hípica, canoas, surf, windsurf, y BTT.
Algunas poblaciones y sitios del parque tienen gran interés histórico y cultural, con diversos monumentos nacionales e inmuebles clasificados de interés público, destacando de manera especial la  Fortaleza de Sagres y Cabo de San Vicente.

## Estatutos de conservación

### Portugueses
- En 1988 fue creada el Área de Paisagem Protegida do Sudoeste Alentejano e Costa Vicentina (APPSACV).
- En 1995 la APPSACV dio lugar a la creación del parque natural del Suroeste Alentejano y Costa Vicentina (PNSACV), incluyendo el área marina adyacente.
- En 1997 fue creado en el área del PNSACV el Sitio Costa Sudoeste, propuesto para Sitio de Interés Comunitario de la Red Natura 2000.
- En 1999 fue creada la Zona de Protecção Especial para Aves Selvagens Costa Sudoeste, formando parte de la Red Natura 2000.

### Internacional
- La reserva Ponta de Sagres forma parte de la Red de Reservas del Consejo de Europa; está integrada en el Sitio y Zona de Protección Especial Costa Sudoeste de la Red Natura 2000.